# Mohammed Bakhati
Mohammed Bakhati (àrab: محمد بخاتي)  (Egipte, valor desconegut - valor desconegut) fou un futbolista egipci de la dècada de 1930.
Fou internacional amb la selecció d'Egipte amb la qual participà en la Copa del Món de futbol de 1934.
Pel que fa a clubs, destacà a Zamalek SC.